# Judo na Igrzyskach Ameryki Środkowej i Karaibów 1974
Turniej judo na Ameryki Środkowej i Karaibów odbył się w marcu 1974 roku w Santo Domingo.

## Klasyfikacja medalowa
Gospodarz zawodów został zaznaczony kolorem.
| Miejsce | Państwo             |   |   |    | Razem |
| ------- | ------------------- | - | - | -- | ----- |
| 1       | Kuba                | 4 | 2 | 0  | 6     |
| 2       | Antyle Holenderskie | 1 | 0 | 2  | 3     |
| .       | Wenezuela           | 1 | 0 | 2  | 3     |
| 4       | Portoryko           | 0 | 2 | 2  | 4     |
| 5       | Panama              | 0 | 1 | 3  | 4     |
| 6       | Meksyk              | 0 | 1 | 1  | 2     |
| 7       | Surinam             | 0 | 0 | 1  | 1     |
| .       | Dominikana          | 0 | 0 | 1  | 1     |
| Razem   | Razem               | 6 | 6 | 12 | 24    |

## Medaliści

### Mężczyźni
| Konkurencja: | Złoto:          | Srebro:          | Brąz:                          |
| −65kg        | Manuel Luna     | Héctor Rodríguez | Juan Chalas Luis González      |
| −71kg        | Juan Ferrer     | Carlos Miranda   | Raúl Foullon Antonio Hernández |
| −78kg        | Isaac Azcuy     | Luis Arredondo   | Arturo Simons Ricardo Elmont   |
| −95kg        | Roberto Batista | Cirilo Davis     | Flavio Faneyte Juan Marín      |
| Ponad 95kg   | José Ibáñez     | Juan Santos      | André Kuster Leslie Estrada    |
| Open         | Jaime A. Felipa | José Ibáñez      | José Chandri Walter Huber      |